# Joan Fuster
Ne doit pas être confondu avec Joan Fuster Bonnin.
Pour les articles homonymes, voir Fuster.
Joan Fuster, né le 23 novembre 1922 à Sueca (province de Valence, Espagne) et mort le 21 juin 1992 dans la même ville, est un écrivain polygraphe valencien d'expression fondamentalement catalane, figure primordiale du nationalisme valencien et du pancatalanisme culturel et politique. Bien qu'il soit largement connu pour son livre Nosaltres, els valencians (Nous, les Valenciens, 1962), essai historique sur le Pays valencien qui eut une énorme influence,, son travail de recherche et d'édition est divers et aborde de multiples champs de connaissance, comme la linguistique, l'histoire, la critique littéraire, le tourisme et la philosophie,,,. Il est souvent considéré comme le plus grand essayiste en langue catalane du XXe siècle,,,.
Fuster fut l'auteur en catalan le plus important des générations d’intellectuels sorties de l'après-guerre civile espagnole. Son influence dépassa les milieux littéraires et universitaires et eut des répercussions sur la vie culturelle et civique des territoires de langue catalane,. À partir des années 1960, il devint une référence civique de l’opposition au franquisme au Pays valencien, symbole du mouvement de promotion (en) et de normalisation du valencien ainsi qu’une figure clé dans le débat autour de l’identité valencienne dans la seconde moitié du XXe siècle, où le « fustérianisme » devient un paradigme interprétatif d’une grande influence dans le monde intellectuel et, dans une moindre mesure, politique. Ses travaux furent à l’origine d’une rénovation fondamentale de l'historiographie et, plus largement, de l’ensemble du champ des études universitaires régionales,. Ils donnèrent lieu à d’intenses débats, polémiques et remises en question.
Fuster était un personnage dérangeant et provocateur. Durant la transition démocratique espagnole, il fut victime de deux attentats à la bombe attribués à l'extrême droite anticatalaniste locale — qui l'avait « satanisé » —, dont les auteurs n’ont pas été identifiés au terme d'enquêtes bâclées. Carmen Noguero, secrétaire générale de l'Institut Cervantes, déclare à son propos : « ce fut un agitateur d’idées qui subit la censure et le mépris ».

## Biographie

### Jeunesse
Joan Fuster naît le 23 novembre 1922 à Sueca, petite ville de la banlieue de Valence, capitale de la province homonyme et de l’ancien royaume de Valence.
Son nom de naissance est Juan de la Cruz Fuster,,,. Il explique qu’il doit son prénom dans l'État civil, qui renvoie au célèbre saint et poète castillan Jean de la Croix, fêté le 24 novembre — lendemain de sa naissance —, à deux tantes éloignées et très dévotes. Lorsqu’il commença à écrire des vers, au moment d’opter pour un nom de plume, il choisit le « simple et anodin » prénom Joan car, écrit-il, « il eût été périlleux de signer Joan de la Creu ». Il précise qu’à Sueca tout le monde l’appelle « Juanito », en castillan, et que devant la porte de sa maison figure toujours une plaque en laiton disant (dans la même langue) : « Juan de la Cruz Fuster, avocat »,. Publiquement, il sera toutefois connu comme « Joan Fuster ».
Il naît dans une famille plutôt aisée, d’origine paysanne, et de tendance politique traditionaliste. Son père, qui fut dirigeant local du parti carliste et premier maire franquiste de Sueca,, s’écarta le premier de la tradition familiale, en apprenant le métier de sculpteur d’images (es) puis en exerçant comme professeur de dessin dans une école secondaire,. Les sources de vocation littéraire sont donc étrangères à sa lignée familiale. Il eut un frère — prénommé Joan Baptista, comme le père —, mort d’une bronchopneumonie le 29 janvier 1922 à l’âge de six mois, plusieurs mois avant sa propre naissance.
Sueca, où il naquit et vécut toute sa vie, est une petite ville située à une trentaine de kilomètres au sud de Valence, sur les bords de l’Albufera. De solide tradition fallera, sa principale ressource économique est la riziculture et elle accueille depuis 1961 un concours international (es) de paella valencienne, le plat emblématique de la région.
Dans sa jeunesse, Fuster s’identifiait avec une conception localiste, « régionaliste », très liée à Sueca, à laquelle il consacra plusieurs écrits,.
Les années de la guerre civile (1936-1939) furent celles où le jeune Fuster termina ses études secondaires à Valence. En lecteur vorace il y parcourait les librairies à la recherche d'explications de la réalité qui l'entourait. Selon son vieil ami Fermí Cortés, le premier texte en valencien lu par Fuster est une édition de La Donsayna de Josep Bernat i Baldoví, lui aussi natif de Sueca, publié par l’hebdomadaire progressiste Mosaico — publié entre 1934 et la fin de 1938 —. Il développa une grande curiosité sur ce sujet et commença à accumuler des livres, se focalisant sur les écrits en catalan d'avant-guerre. En 1939, il découvrit trois ouvrages qui l’influencèrent considérablement : La llengua dels valencians de Manuel Sanchis Guarner, El País Valencià de Felip Mateu i Llopis et une grammaire de Carles Salvador, tous trois publiés dans la collection Quaderns d’Orientació Valencianista,. Il découvrit également des auteurs originaires d’autres zones du domaine catalan, comme Jacint Verdaguer, qui le mirent en contact avec une tradition littéraire prestigieuse et un modèle de langue différent.
En 1942 ou 1943, il commença des études de droit à l'université de Valence. En parallèle, il se forma en autodidacte, ce qui l'amena à travailler comme critique littéraire et chroniqueur. En 1945, il publia dans l’almanach de Las Provincias son premier article écrit en catalan, «Vint-i-cinc anys de poesia valenciana»,,. Il exerça comme avocat pendant quelques années dans son propre cabinet à Sueca et sporadiquement dans un cabinet d’avocats de Valence — jusqu’en 1969 —, mais se consacra rapidement davantage à son travail d'écrivain et de chroniqueur de presse,,.
À l'âge de 25 ans, il s’introduisit dans les tertulias du groupe Torre, dirigé par Xavier Casp, « l’un des hommes clé de la résistance culturelle valencienne » de l'après-guerre. » Dans ce groupe, nommé d’après la maison d’édition homonyme où il publierait quelques-uns de ses premiers travaux, Fuster trouva un espace d’échanges d’idées et de diffusion littéraire sans égal au Pays valencien de l'après-guerre, ainsi qu’une atmosphère proche du catalanisme, à un moment où le jeune écrivain commençait à abandonner son identification avec le régionalisme pour rejoindre des postures catalanistes — il datait lui-même sa « conversion » au catalanisme en 1947 —. Durant la première moitié des années 1950, la figure de Casp exerça une grande influence sur Fuster et sa pensée, à un moment où il se sentait lui-même très éloignés des mythes et de l'autocomplaisance du régionalisme valencien
Entre 1946 et 1956, il codirigea, avec Josep Albi, la revue Verbo,. Parallèlement à l'exercice de sa fonction d’avocat dans sa ville natale, il entama des collaborations avec la presse, spécialement le journal Levante-EMV de Valence et, ultérieurement, avec la revue Destino et le journal barcelonais La Vanguardia,,.

### Années 1950: l’émergence d’un intellectuel

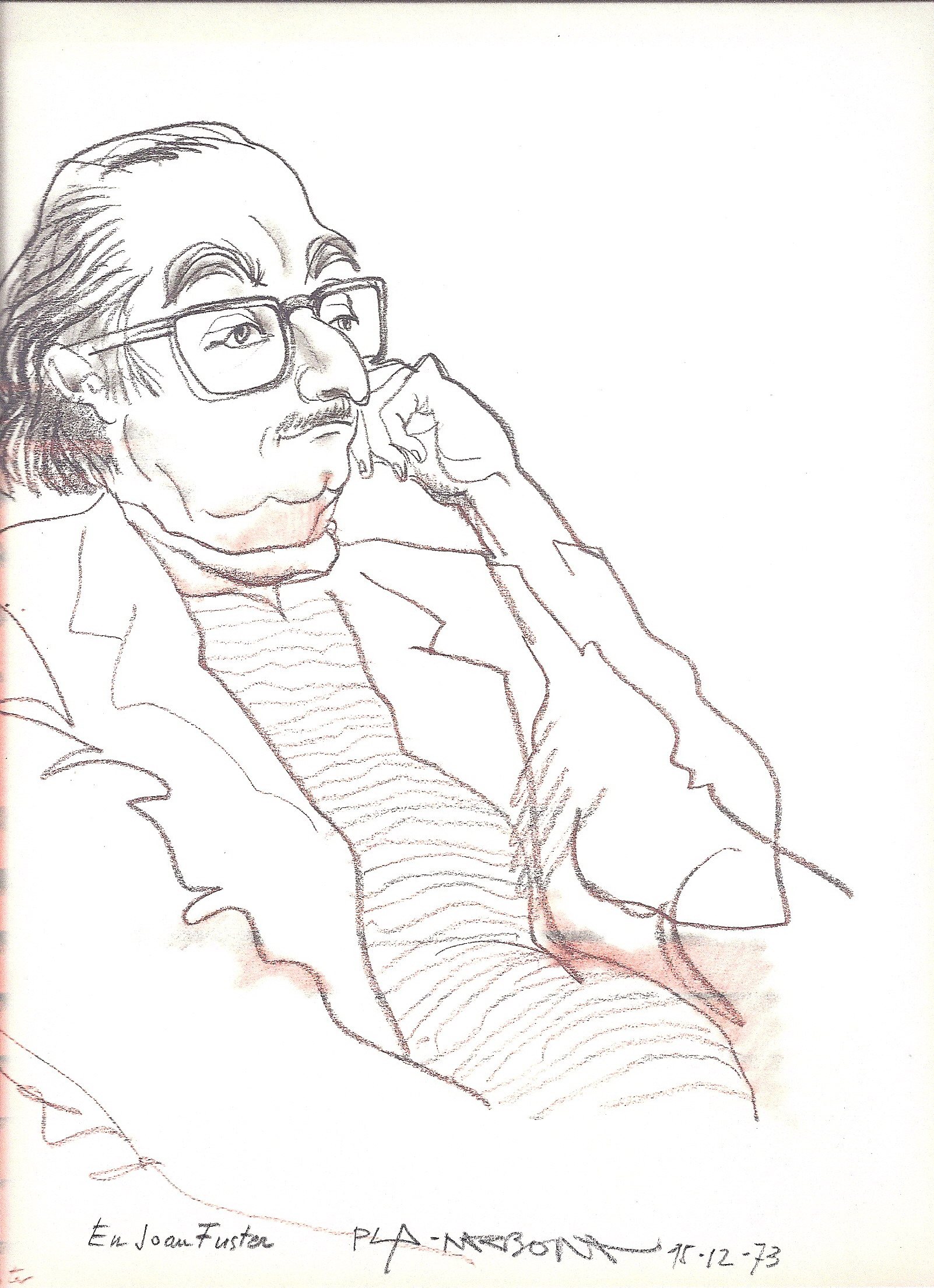
Portrait de Joan Fuster du peintre Josep Pla-Narbona.

Au cours des années 1950, il gagna la reconnaissance des intellectuels exilés au Mexique et de petits cercles intellectuels de Catalogne. Le premier article qu’il écrivit pour La Nostra Revista, publiée à Mexico, est intitulé «València en la integració de Catalunya» (« Valence dans l’intégration de la Catalogne », 1950), qui constitue le premier texte programmatique écrit par Fuster. Il se rendit pour la première fois à Barcelone en février 1954, où il séjourna une semaine et où il revint pour 4 jours en juin de la même année. À ces occasions, il établit des contacts avec Joan Triadú, Miquel Arimany, Ramon Aramon, Ernest Martínez Ferrando — directeur des archives de la Couronne d'Aragon —, Josep Benet, Jordi Capell, Joaquim Molas, Albert Manent et Carles Riba.
En 1952, au motif des fêtes du couronnement de la Vierge de Sales — sainte patronnne de Sueca —, Fuster traduisit l’œuvre de Paul Claudel, L'Annonce faite à Marie, qui fut représentée le 11 octobre 1952. Vers les mêmes dates, il rédigea l’essai Les idees religioses i l'existencialisme en el teatre modern,.
Entre 1952 et 1956, il écrivit dans Pont Blau, revue de l'exil catalan au Mexique. En 1954, le philologue et éditeur baléare Francesc de Borja Moll édita à Majorque l’essai d’esthétique El descrèdit de la realitat, avec lequel il commençait « une brillante carrière d’essayiste d’une grande variété thématique, servie par un style incisif, à l'adjectivation habile et précise ». Fuster entrait ainsi dans un processus personnel de professionnalisation qui accompagna son développement d’une nouvelle compréhension de la réalité valencienne. En 1955, la maison d’édition barcelonaise Selecta publia son Antologia de la poesia valenciana, l’un des premiers textes où il utilise l'expression de « Pays catalans ». En raison de l’utilisation du catalan standard écrit — basé sur le dialecte central de Barcelone — et du ton « pro-catalan » contenu dans le texte, Fuster demanda à son éditeur de spécifier explicitement l’origine valencienne de l’auteur. Ce texte est également le premier où Fuster fit référence au Pays valencien comme un « pays agraire », ce qu’il jugeait négatif, à l’encontre du cliché local qui considère la terre — l’ horta ou la terreta, la « petite terre », comme on dit affectivement en valencien — comme un symbole fort de l’identité locale, particulièrement dans la province de Valence,,.
Durant les années 1950, il écrivit également des dizaines de textes emphatiques dans lesquels il louait des thèmes locaux comme les fallas, la paella, ou des thèmes religieux comme la Mare de Déu dels Desemparats et la procession de la Fête-Dieu. En 1959, il publia Un món per a infants (primer llibre de lectura), avec des illustrations d’Andreu Alfaro, l’un des tout premiers livres en catalan destiné à l'apprentissage de la lecture aux enfants de l’après-guerre civile, qui rassemble des textes d’auteurs en langue catalane d’origine variée et illustre la volonté de Fuster de s’adresser à l’ensemble de la population.

### Années 1960: écrits politiques et maturité idéologique

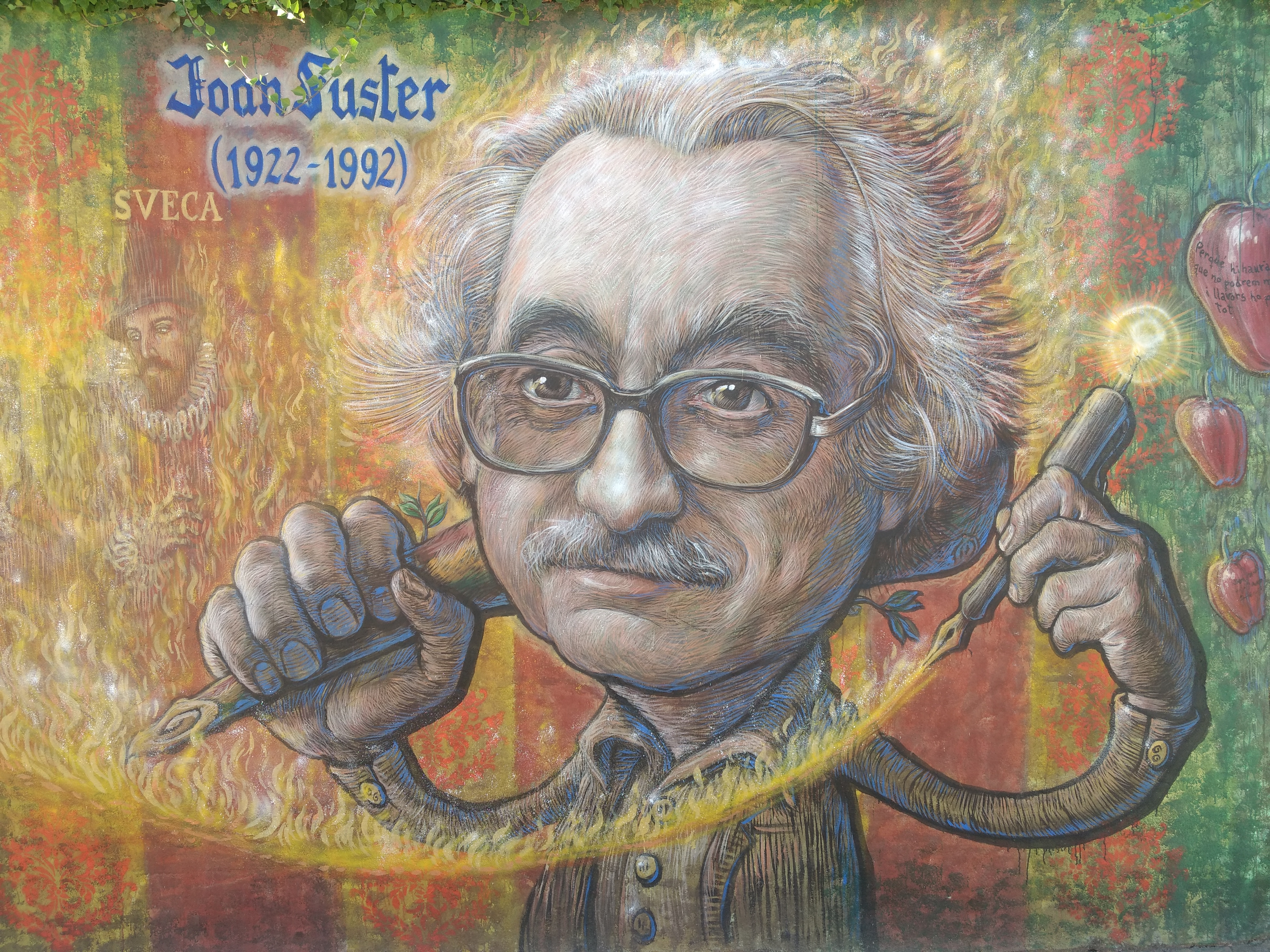
Représentation de Joan Fuster par le muraliste Toni Espinar dans le Passeig de Batà de Muro de Alcoy (Alicante).

En novembre 1960, il publia dans le numéro en hommage à Jaume Vicens Vives de la revue Serra d'Or en référence à l’un des derniers écrits de Vicens Vives, Presència valenciana — publié dans le numéro de mai de la même revue —. Dans le texte, Fuster revendiquait la « catalanité » des Valenciens, ce qui provoqua une lettre en réponse du groupe Torre, où ses membres prenaient leurs distances avec cette affirmation ainsi qu’une lettre de vœux de noël distribuée par la revue où apparaissait une carte des Pays catalans. Dans cette lettre étaient revendiqués le « fait différentiel valencien », le nom de « Valence » pour l’ensemble du Pays valencien et était proposé le concept de « Comunitat Catalànica », désignation suggérée par Miquel Adlert — fondateur de Torre avec Casp — au début des années 1960. Dans une troisième lettre, Fuster compara la réaction des signataires de la précédente avec l’opuscule anticatalaniste El perill català de Josep Maria Bayarri et considéra qu’il s’agissait d’une réponse au catalanisme en essor dans le petit groupe des férus de littérature de la Valence d’après-guerre. C’est alors que le petit monde du valencianisme commença à se diviser en deux camps opposés.
En 1962 furent publiés deux de ses travaux les plus politiques : Qüestió de noms, un essai sur les noms de la « nation catalane » et, surtout, Nosaltres, els valencians — qui remporta le Premi Lletra d'Or l'année suivante —, livre dans lequel il proposa la « reconstruction nationale » du Pays valencien dans le cadre des territoires de langue catalane, qu’il appelle « Pays catalans », un terme qu’il popularisa lui-même. Jaume Pérez Montaner, spécialiste de l'œuvre de Fuster, dit de Nosaltres, els valencians :

« sa signification historique fut si remarquable que l'on peut parler de notre point de vue actuel d'un avant et d'un après cette œuvre, pour toute référence à la culture et à la conscience nationale du Pays valencien. »

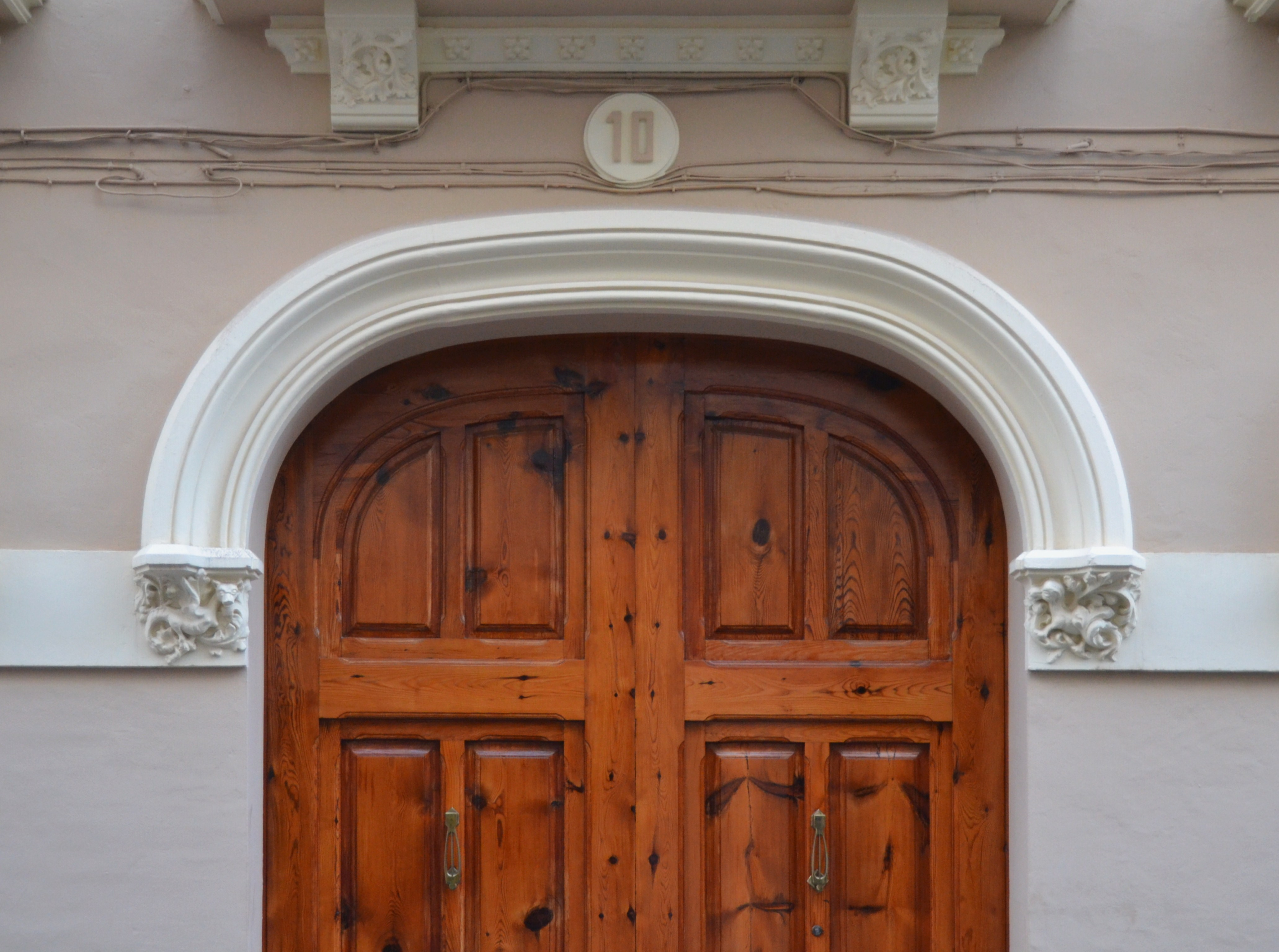
Maison de Joan Fuster à Sueca.

Dans ces œuvres, Fuster critiquait la réalité valencienne de l’époque et proposa un nouveau programme modernisateur. Cette conception d’un échec collectif, d’un peuple inachevé ou incomplet, passa peu à peu au premier plan tandis qu’il approfondissait sa proposition de Pays catalans. Dans Nosaltres, els valencians, comme dans El País Valenciano, Fuster élabora un discours basé sur la psychologie collective caractérisant l’identité valencienne contemporaine, de façon similaire à l’« introduction historico-psychologique » proposée par Vicens Vives dans Notícia de Catalunya. Le second, également publié en 1962, est un guide touristique de la région valencienne en espagnol, publié par Destino, qui faisait partie d’une collection regroupant les livres de divers auteurs, chacun étant consacré à une région d’Espagne. Bien que d’un contenu politique mince, El País Valenciano suscita une vive polémique et des réactions adverses de la part de certains milieux conservateurs valenciens, qui prirent la forme d’une campagne de presse hostile et polémique lancée par le juriste phalangiste Diego Sevilla Andrés,, avec des articles publiés dans Levante dans un premier temps, puis dans Jornada et Las Provincias ultérieurement,,,. Las Provincias fut plus tard le principal organe médiatique de diffusion du blavérisme à partir de la transition,,,,,,,,,,,. La campagne, menée délibérément, fit une grande publicité au livre de Fuster. En 1963, un ninot à son effigie fut brûlé aux fallas de la capitale (instrumentalisées par les autorités franquistes),,,,,. Après les incidents, Fuster ne publia plus dans la presse valencienne du Movimiento. De cette même époque datent ses collaborations à El Correo Catalán (1961-1969).
Malgré tout, Fuster estima que les effets de la polémique étaient positifs, en ce qu’ils permirent à ses propositions politiques et culturelles de gagner en visibilité, la belligérance des soutiens du régime franquiste lui conférant une aura favorable auprès des secteurs libéraux ainsi que du public qu’il souhaitait pour son œuvre, les intellectuels et étudiants valenciens. Une partie du valencianisme prit ses distances avec Fuster au cours de cette polémique, singulièrement les membres du groupe Torre, avec qui il avait déjà eu des affrontements dialectiques au début de la décennie.
En 1964, il publia Ramon, consacré au chanteur et auteur Raimon, et en 1967 Combustible per a falles, qui se voulait une réflexion publique sur les changements et dérives que connaissaient la grande fête valencienne dans les années 1960.

### Années 1970 et transition démocratique

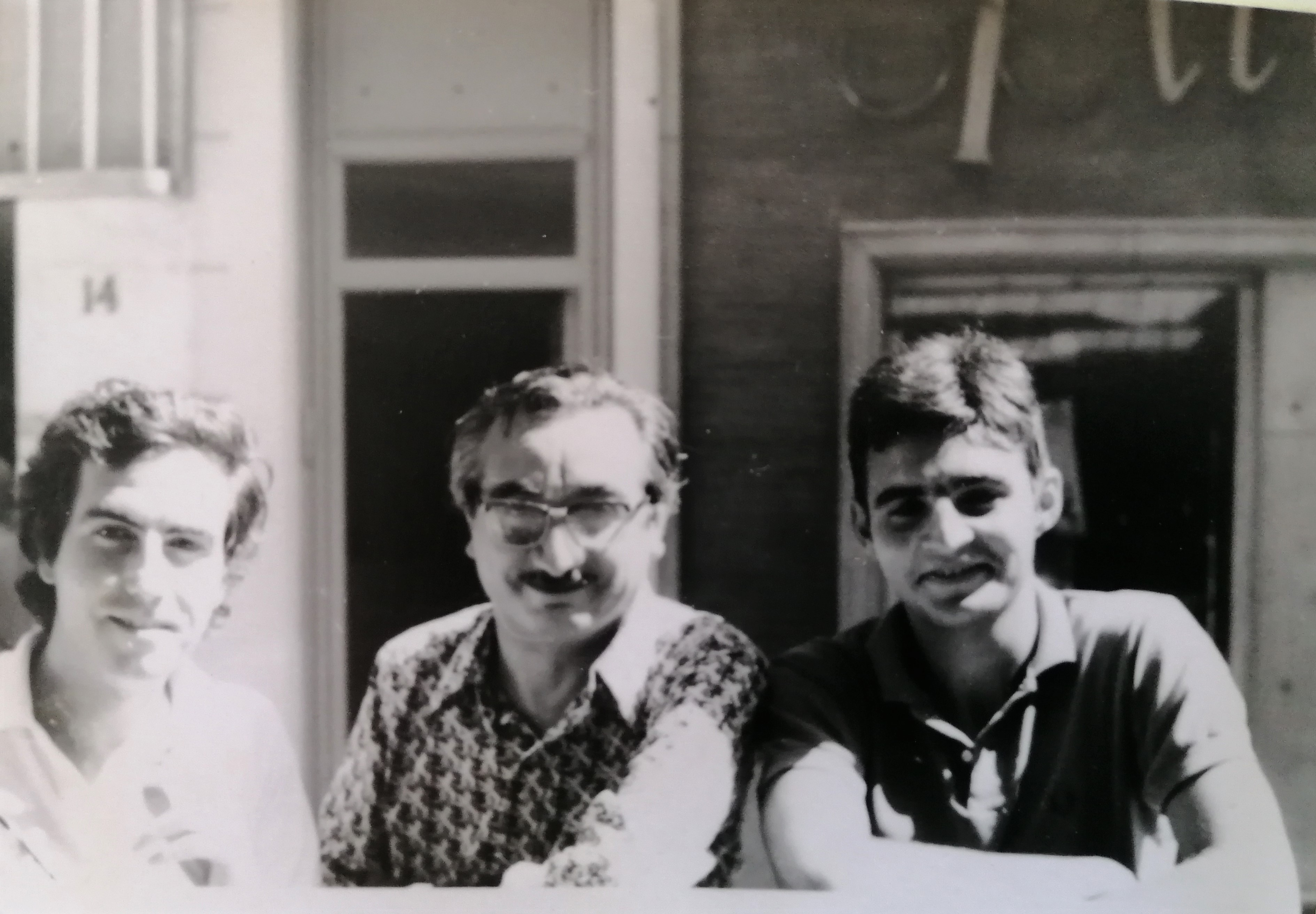
Manuel Boix, Joan Fuster et Vicent Madramany en 1968.

En 1975, il reçut le Prix d'honneur des lettres catalanes.
En 1979, il fonda et dirigea la revue L'Espill — nommée d’après le roman en vers du XVe siècle Espill du Valencien Jaume Roig —, qui mit fin à ses activités en 1991, peu de temps avant sa mort,,.
Durant la transition démocratique espagnole, le Pays valencien vit l’apparition d’un mouvement anticatalaniste radical, le blavérisme, qui s’opposait aux idées du fustérianisme avec des épisodes de violence — ce qu’on dénomma la bataille de Valence —. Les débats au sein du valencianisme que ces idées avaient déjà suscités à l’intérieur du groupe Torre aboutirent à une rupture complète. Xavier Casp et Miquel Adlert, les leaders du groupe, adoptèrent le sécessionnisme linguistique du blavérisme,. D’autres parmi les signataires de la lettre à Serra d'Or n’agirent pas de même ; ce fut également le cas du philologue Manuel Sanchis Guarner qui, malgré les divergences avec Fuster, était resté à la marge des polémiques des années 1960 et avait rompu ses relations avec Torre après que ceux-ci eurent pris position dans la polémique liée à El País Valenciano — il fut aussi une cible de la violence blavera —. Fuster fut victime, en 1978 et 1981, de deux attentats, dont le second avait clairement pour objectif de le tuer.
En 1979, la revue Actualidad Económica l’inclut dans sa « liste des cent Espagnols les plus influents »,. Il publia un article en novembre de la même année affirmant : « Je ne sais pas qui a pu avoir la généreuse idée de me placer parmi quatre-vingt-dix-neuf autres messieurs, tous ministres, directeurs de conseils d’administration, capitaines généraux, personnages dynastiques, évêques… Merci beaucoup. Mais, pauvre de moi ! Où ma supposée 'influence' arrive-t-elle? ».
Le 25 avril 1982, l'association Acció Cultural del País Valencià qu’il présidait convoqua l’Aplec de Castelló, grand rassemblement valencianiste célébré à Castellón en commémoration du 50e anniversaire de la signature des normes orthographiques qui avaient servi de référence à la production écrite valencienne par la suite — que le blavérisme contesta en proposant des normes alternatives en 1979 —. Ce fut également un hommage à Manuel Sanchis Guarner, mort quelques mois plus tôt, qui comme Fuster avait été cible d’un attentat blavériste, et dont la mort avait profondément marqué le mouvement de promotion du valencien, en particulier Fuster, dont il était resté très proche en dépit de leurs divergences. À cette occasion il prononça un discours, en défense de la langue valencienne et de l’unité de la langue catalane, qui commence ainsi (après des mots d’hommage à Sanchis Guarner),,,,,, :

« Action culturelle du Pays valencien nous a convoqués ici et aujourd’hui pour commémorer le cinquantenaire des Normes de Castelló. Nous venons à Castelló, où en 1932 ont été approuvées les normes, pour faire une affirmation énergique, ferme, convaincue, de notre fidélité à la langue que nous parlons et à notre volonté de la restaurer dans sa pleine normalité civique et à tous les niveaux. Nous venons à Castelló en 1982 pour ratifier le sentiment unitaire d’irréductible catalanité qui inspira les normes. Nous venons à Castelló pour proclamer haut et fort que contre les manœuvres hostiles à notre langue qui sont en marche, le peuple valencien conscient lèvera la résistance la plus déterminée et la plus claire. »

Il ajoute ensuite :

« Ici, ce qui doit être clairement compris, c’est que le valencien, le catalan que nous parlons au Pays valencien, est encore une langue reléguée. Ou pire, persécutée. On veut [ils veulent] la confiner dans un réduit folklorique. Et non, nous sommes venus ici nous manifester pour l'unité de la langue, pour la survie de la langue, pour les droits de la langue. »

### Dernières années: consécration académique

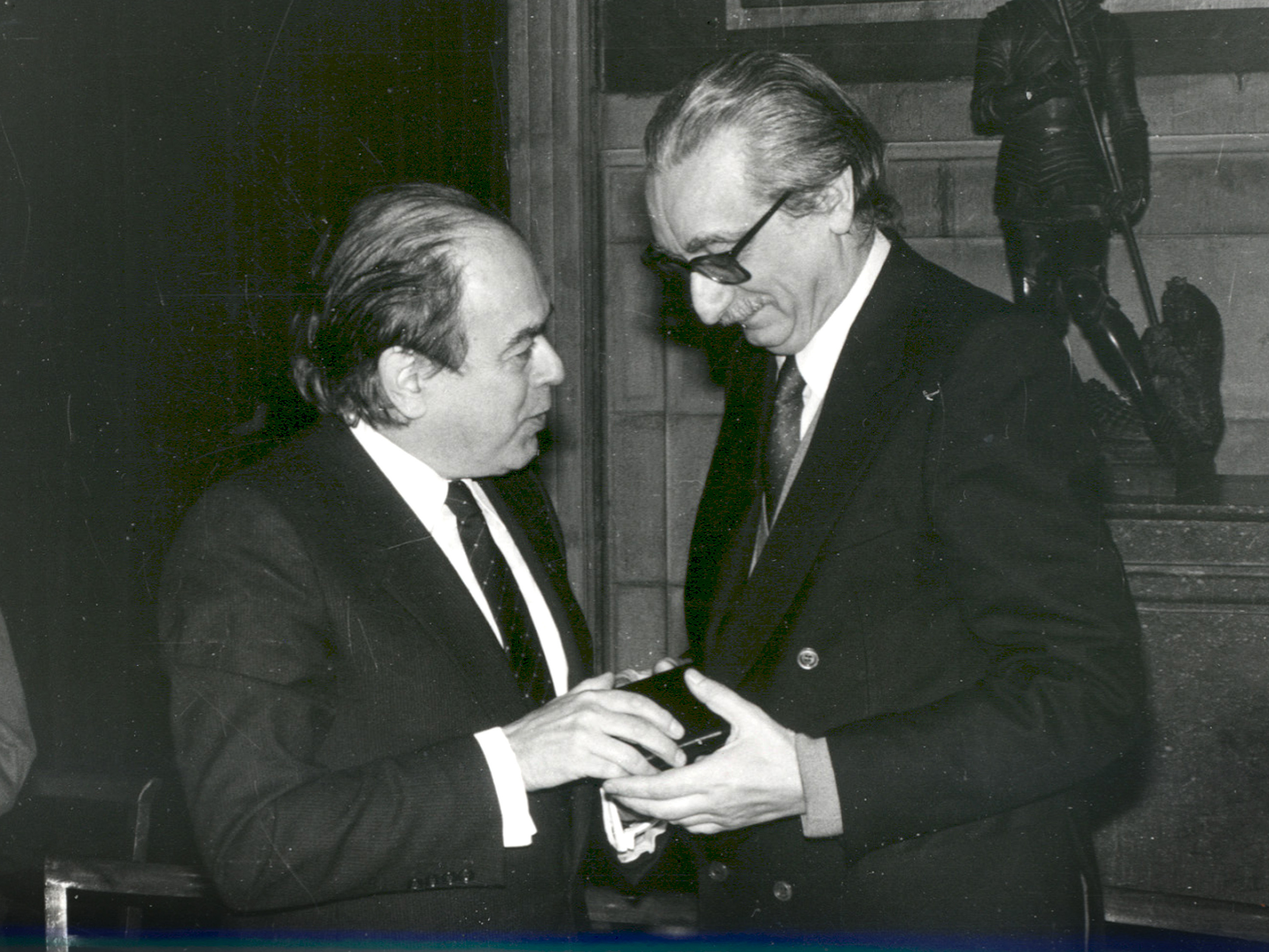
Joan Fuster recevant la médaille d'or de la généralité de Catalogne en 1983, des mains du président de la Generalitat, Jordi Pujol.

En 1983, il intégra l’université de Valence comme professeur contractuel pour impartir le cours d’histoire de la langue catalane. La même année, il reçut la médaille d'or de la généralité de Catalogne ; l'année suivant il fut investi docteur honoris causa pour l’université de Barcelone et l’université autonome de Barcelone.
En 1985, il devint docteur en philologie catalane à l’université de Valence avec une étude et l'édition de La Regla del Convent de Sant Josep de València et obtint la chaire en littérature de la même université en 1986
Les dernières années de sa vie, il mit pratiquement fin à son activité publique et se consacra à la recherche et à sa chaire universitaire — travaux qui furent réunis dans Llibres i problemes del Renaixement (1989) —.
Il fut membre agrégé de l’Institut d'Estudis Catalans et de l’Institution valencienne d’études et de recherche (ca). Il fut également membre du Conseil valencien de Culture (ca), de l'Institut valencien de philologie et du comité assesseur de Biblioteca Valenciana, promoteur et premier président d’Acció Cultural del País Valencià (ACPV, 1978) et président de l’Associació d'Escriptors en Llengua Catalana (1987-1991).
Joan Fuster était homosexuel, mais ne l’évoqua jamais publiquement. Il y fit allusion de façon voilée dans un poème de 1954 — Criatura dolcíssima — et dans un article 1976 dénonçant la répression dont étaient victimes les couples homosexuels durant le franquisme, où il emploie la première personne du pluriel.
Il mourut à Sueca le 21 juin 1992.

### Victime d’attentats et de vandalismes
En tant que figure phare du valencianisme catalaniste, Fuster fut une cible récurrente de la violence blavériste.
Un jour de juillet 1977, aux alentours de midi — donc en plein jour —, une quarantaine d’individus « incontrôlés » — issus du Grup d’Accio Valencianista et d’autres groupuscules — couvrirent la façade de la maison de Fuster de message d’insultes comme « traître », « vendu à l'or catalan », « ivrogne », « Joan Fuster plus grand fils de pute du pays » ou « vive Valence libre de catalanistes ». Quelques jours plus tard, il publia dans l'hebdomadaire satirique barcelonais Por Favor un article dénonçant la passivité voire la complicité des autorités municipales et provinciales,.
Le 18 novembre 1978, il fut victime d’un premier attentat à la bombe chez lui, avec un artefact de faible puissance mais contenant de la mitraille, qui explosa au niveau des grilles d’une fenêtre du rez-de-chaussée,. Il entre dans le cadre d'une série d'attentats dont fut également victime le linguiste Manuel Sanchis Guarner et faisait suite à un manifeste auquel souscrivirent de nombreux professionnels et intellectuels s'affirmant en défense de la culture valencienne. Le 23 novembre, il publie un article dans lequel il accuse ouvertement les « bourgeois, universitaires, journalistes, et d’autres, qui avec l'excuse d’être "anticatalanistes" sont "antivalencianistes" » d’être derrière les « ultras » auteurs des faits (« Les ultras sont là pour ça bien sûr. Mais, qui les manipule ? », écrit-il).
Le 11 septembre 1981 — jour de la fête nationale de la Catalogne —, il fut victime d'un second attentat, beaucoup plus grave, dont il sortit physiquement indemne, causant des dommages dans sa bibliothèque et ses archives personnelles.
Les auteurs de ces actes n'ont jamais été arrêtés,,,,. Dans le numéro d'octobre 2002 de sa revue Som (« Nous sommes »), le Grup d'Accio Valencianista (GAV), groupe blavériste fascisant bien connu, publia en commémoration des 25 ans de sa fondation un article intitulé 25 anys, 25 accions (« 25 ans, 25 actions »), dans lequel il revendiquait notamment l'attentat contre Manuel Sanchis Guarner, les faits étant prescrits. Eliseu Climent affirme qu’avec ces attentats, « les blaveros sont parvenus à désactiver Fuster moralement ».

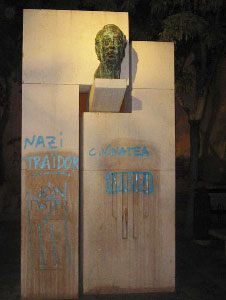
Graffitis (représentant le drapeau de la Communauté valencienne avec une croix gammée et les inscriptions « Nazis» et « traître », signé « C. Vinatea », c'est-à-dire Colectiu (sic) Vinatea, l'un des prête-noms du GAV,) sur le monument à Joan Fuster dans la ville de Sueca d'où il était originaire et où il vécut toute sa vie.

Francesc Bayarri, qui a enquêté en profondeur sur l’attentat de 1981, affirme que les auteurs étaient au moins deux et qu’ils avaient des connaissances professionnelles et accès à un matériel — une dynamite de type Goma-2 (en), utilisée par l'armée et le groupe terroriste basque ETA, qui n’a pas revendiqué l’attentat — et certaines techniques « que ne peut avoir la population en général ». Il s’agit selon lui d’un acte commandité, motivé par des raisons idéologiques et avec de sérieux indices d'une connexion avec des membres de l’Armée,. Selon lui, le but du commanditaire n’était pas de tuer Fuster mais ce fut en revanche l’intention de ceux qui réalisèrent l’attentat — comme le démontrerait la disposition de deux bombes pour tendre un guet-apens ; la première avait vraisemblablement pour fonction d’attirer l’écrivain par l'explosion, et la deuxième, une charge de deux kilos, beaucoup plus puissante et réglée pour exploser quatre minutes plus tard, celle de le tuer —, qui cherchèrent à montrer qu’ils faisaient « du bon boulot ». Les faits furent qualifiés de dégâts matériels et non de tentative d’homicide, et le juge classa l’affaire sans suite (seulement trois semaines après les faits), comme cela était par ailleurs courant à cette période, où les attentats étaient nombreux,,. À propos du second attentat, Fuster parla de « pyrotechnie ».
Le 13 septembre 1997, sa tombe fut profanée. Il s’agit vraisemblablement d’un vandalisme sans revendication politique, toutefois plusieurs partis politiques et entités culturelles de la région attribuèrent ces faits au climat anticatalaniste, y compris au niveau institutionnel,.

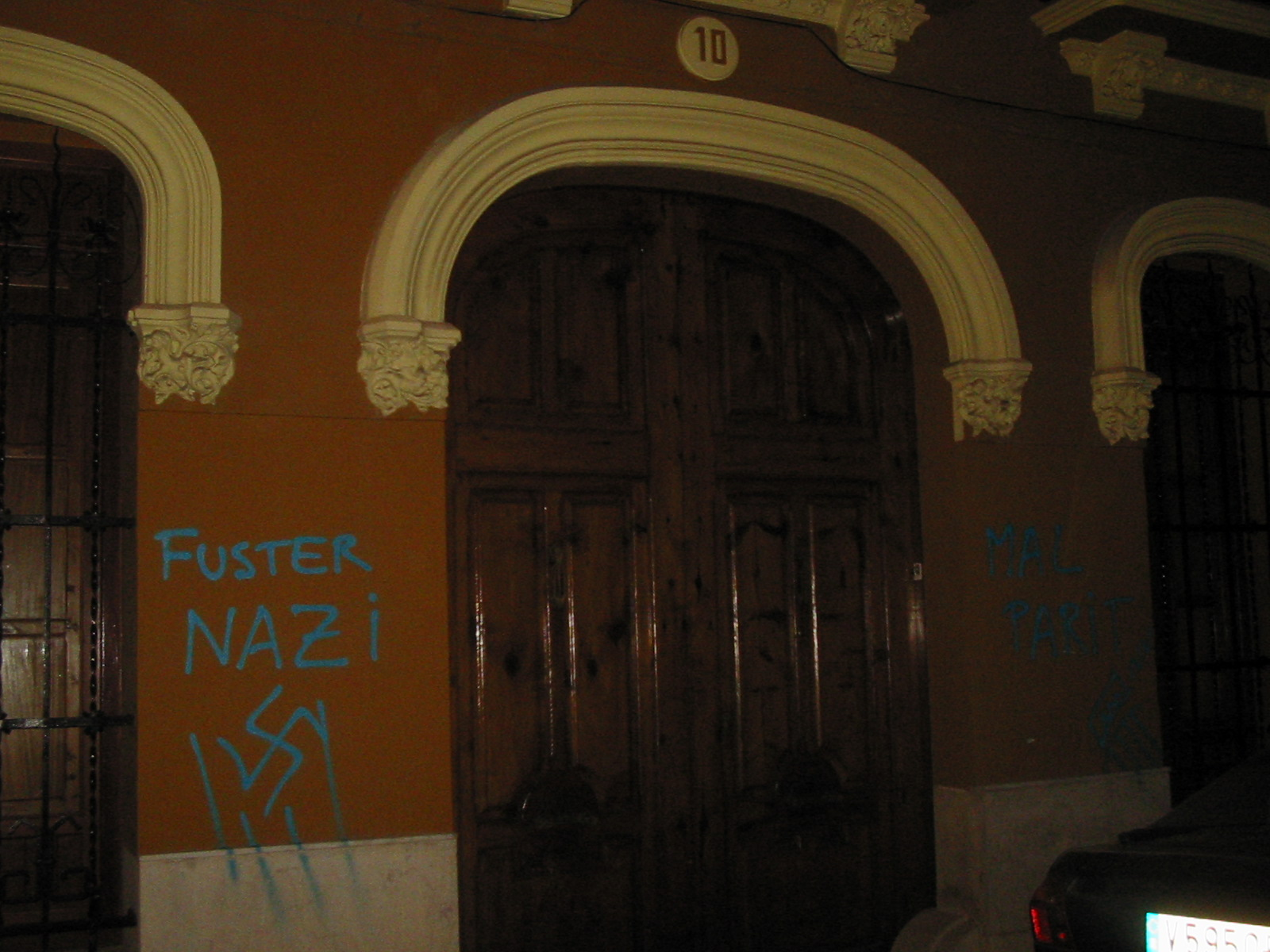
Graffitis blavéristes sur la porte de l’ancienne maison de Joan Fuster, à Sueca en 2006. On y lit en bleu (couleur emblématique du blavérisme, dont il tire son nom) l’inscription Fuster nazi, ainsi qu que quatre barres représentant la senyera, surmontées d’une croix gammée.

En mai 2003, des groupes anticatalanistes — notamment le GAV — vandalisèrent la bibliothèque de Sueca et le monument à Joan Fuster en peignant des insultes comme « phalangiste », « fasciste », « nazi » ou « traitre », laissant des autocollants de propagande qui les identifiaient.
En 2007, la maison où il vécut ainsi que le monument en son hommage dans sa ville natale, musée et centre culturel, furent vandalisés par des graffitis, qui le traitaient notamment de « nazi » et de « catalaniste ».
La statue à son effigie de Sueca a été vandalisée à plusieurs reprises.

## Œuvre
L’œuvre de Fuster est diverse en termes de thématiques traitées, des techniques employées et des genres abordés.
De multiples aspects de son œuvre ont fait l’objet de monographies universitaires.
Il fit ses débuts dans la presse mais ses premiers écrits publiés sont des recueils de poésies : Sobre Narcís (1949), Ales o mans (1949), Terra a la boca (1953) ou Escrit per al silenci (1954),, qui se situent dans une lignée existentialiste et reflète les préoccupations de l'époque. On trouve dans la poésie de Fuster « deux versants bien différenciés, d’un poète exquis, ébloui par la poésie pure et par le symbolisme, à un poète ironique et mordant, avec un ton résolument antilyrique ».
Dans une démarche d’érudition focalisée sur l’histoire littéraire, il eut une importante activité en tant que critique et publia plusieurs anthologies.
Tout au long de sa vie, il écrivit environ 4 000 articles dans la presse et des revues, dont une partie furent compilés dans des recueils. Pour le reste, l'essentiel de ses publications sont de longs essais, travaux pour lesquels il est le plus connu, du public comme des milieux intellectuels, mais il pratiqua aussi l’aphorisme (Judicis finals), écrivit plusieurs guides touristiques ainsi que de la poésie dans ses premières années,,. Son œuvre écrite représente environ 70 publications bibliographiques.
Parmi ses essais les plus remarquables, outre Nosaltres, els valencians on peut citer Figures de temps (1957), qui remporta le prix Yxart (ca), Diccionari per a ociosos  (1964, plus tard traduit en espagnol, français et anglais), Causar-se d'esperar  (1965) ou L'home, mesura de totes les coses  (1967), dans la tradition de l’humanisme classique et des moralistes et réformateurs français (de Montaigne aux encyclopédistes), critique, sceptique et avec un humour corrosif et une auto-ironie relativisant la radicalité et l’essentiallisme de ses vues. Parmi ses écrits d’histoires et de critique littéraires les plus remarquables figurent les études sur Saint Vincent Ferrier — le saint patron du Pays valencien —, Isabelle de Villena, Ausiàs March, Joan Roís de Corella, Joan Salvat-Papasseit, Josep Pla ou Salvador Espriu. En tant qu’historien de la langue catalane, on peut relever sa collaboration au second volume de l’Història de Catalunya. Il collabora également à des articles de la Gran Enciclopèdia Catalana en lien avec la région valencienne.
Avec El descrèdit de la realitat (1955), édité par Francesc de Borja Moll, il entame une brillante carrière dans le champ de l'essai couvrant une large thématique et dans un style très incisif qui lui est propre. Il doit faire face à la censure, à des hostilités plus ou moins masquées, à un important manque de moyens, à un milieu culturel globalement défavorable et au silence des médias du Pays valencien. Un autre aspect de son œuvre est celui de l'érudition, de l'histoire, de la critique littéraire et des anthologies. Son dévouement aux thèmes valenciens culmine en 1962 avec la publication de Nosaltres, els valencians (récompensé par le prix Lletra d'Or l'année suivante), Qüestió de noms et El País Valenciano, des livres primordiaux dans l'approche de la connaissance de l'histoire, de la culture et des problèmes d'identité nationale valencienne. Dans ces livres, Fuster affirme que pour revaloriser la culture autochtone valencienne il faut resserrer les liens avec les autres territoires catalanophones, en créant une communauté dans un premier temps culturelle, puis politique : les pays catalans (els països catalans).
Il poursuit dans cette thématique avec Raimon (1964), Combustible per a falles (1967) et Ara o mai (1981), entre autres. Une partie de ses nombreux études et articles érudits, historiques, biographiques et de voyage sont rassemblés dans les volumes I et III des Obres completes et dans le Diari 1952-1960.

### Style et personnalité
Fuster est connu comme un auteur provocateur, au style incisif.
Il a déclaré : « Être poursuivi est déjà une victoire ».
À l'écrivain catalan Josep Pla, qui lui dit « Monsieur Fuster, vous êtes antipathique et vous mangez peu. Vous ne pourrez pas être un bon homme politique. », Fuster répondit : « Il y en a qui sont avocats, ou maîtres d’école, ou hommes politiques, ou évêques, ou poètes, ou paysans. Ma profession, en revanche, est celle d’être Joan Fuster ».
Sa personnalité a été qualifiée de « hétérodoxe », « critique », « rebelle » et « inconformiste », « polémique »,.
Son style littéraire a été qualifié d'« incisif », « acerbe », « ironique »,, « sarcastique », « provocateur »[réf. nécessaire].

### Pensée et idéologie
Joan Fuster est considéré comme le principal idéologue du nationalisme valencien moderne et principal inspirateur du pancatalanisme moderne.
L'idée d’absence voire d’un refus de tout dogmatisme chez lui est souvent soulignée,,,,,,,.
Il s’affilia dans sa jeunesse au Frente de Juventudes (en) — dont il devint même chef d’escouade —, branche jeunesse de la Phalange espagnole — « famille » fascisante de la dictature franquiste — , dont il devint automatiquement membre lorsqu’il atteignit la majorité. De plus, il occupa des postes dans des organisations universitaires phalangistes et collabora dans les années 1950 à la publication officielle du syndicat universitaire phalangiste (le syndicat unique SEU), Claustro, et au journal provincial Levante, qui faisait alors partie du réseau de presse (es) du Movimiento Nacional. Au sujet de cette époque, il écrivit lui-même que « comme n’importe quel enfant provincial [criatura provinciana] de l’après-guerre, j'ai grandi intellectuellement dans l'ignorance totale et l'intoxication doctrinaire de la Dictature ».
En 1950, il se décrivait comme « quelqu’un de radicalement sceptique en matière de formes et sources de gouvernement ».
À l’époque où il écrivit Nosaltres, els valencians, Fuster se déclarait libéral,,.
Fuster se forma et élabora sa base théorique au travers des débats sur la nationalité espagnole héritiers de la Génération de 98. De la même manière que le catalanisme avait créé un récit différencié du nationalisme espagnol qui donnait un rôle central à la langue catalane, Fuster s’opposa au nationalisme espagnol de base linguistique (monolingue castillan) à travers un autre nationalisme linguistique, catalanophone,,. Il affirma ainsi catégoriquement : « Nous dire valenciens est notre manière de nous dire catalans ». Selon Pau Viciano, « La langue, pour Fuster, délimite le noyau de la culture nationale, qui en fin de compte est ce qui donne du contenu à la nation. En réalité, dans la vision de Fuster la nation est vue surtout depuis la perspective de la culture et de la langue ».
L’œuvre de Fuster est imprégnée de l’idée d’une trajectoire historique frustrée — incapacité à parvenir à une pleine modernité —, héritière de la représentation que le régénérationisme d’Ortega y Gasset et de la Génération de 98 avait de l'Espagne. Une nouvelle explication d’une trajectoire socio-économique manquée, celle d’une révolution bourgeoise et industrielle qui n’aurait pas eu lieu, d’inspiration marxiste — gramscienne —, le lia avec l’interprétation historique « canonique » de la gauche et de l’antifranquisme de l'époque. La pensée de Fuster fut également fortement influencée par l’œuvre de Jaume Vicens i Vives, qui considérait également la trajectoire socio-économique de l’Espagne comme un échec face à la modernisation et l’industrialisation, dont la Catalogne — région espagnole la plus précocement industrialisée — serait le contrepoids.
Dans sa période d’activité intellectuelle, Fuster n’adhéra à aucun un parti politique et ne se prononça jamais clairement pour une solution politique concrète. Néanmoins sa pensée influença largement les partis de gauche de la région. À partir de la transition démocratique espagnole, il soutint différents partis selon les périodes — PSPV-PSOE, Bloc d'Esquerra ou PCE — « toujours en fonction de la défense de la langue ou de la reconnaissance de l’identité du Pays valencien, terme qu’il rendit populaire et qui servit de référence au nationalisme qui se reconnaisait dans l’unité avec le catalan ».
Il se déclara lui-même « libéral accro au Manifeste communiste », une posture qu’il maintint jusque dans ses toutes dernières années.
Il s’identifiait également avec le rationalisme de l’école philosophique des Lumières françaises, notamment des figures comme Voltaire ou Montesquieu,.
Sur le plan littéraire, il s’intéressa de près à plusieurs auteurs qui lui étaient contemporains, comme le Français Camus et l'Allemand Bertolt Brecht. Il considérait ce dernier comme « le grand dramaturge de son temps, comparable à Shakespeare et supérieur à Lope de Vega ou à Racine ».

### Influence
L'œuvre de Joan Fuster signifie une nouvelle impulsion fondamentale dans le processus de renouvellement idéologique, générationnel et politique du valencianisme, tout comme l'œuvre littéraire de la décennie précédente d'auteurs tels que Vicent Andrés Estellés, Jaume Pérez Montaner, Marc Granell ou Joan Francesc Mira dans la centralité de l'imaginaire d'une Valence et d'un Pays valencien nationalistes. Depuis cette perspective, le rôle de la culture dans la construction de l'identité du peuple devint fondamental et mit au centre des discussions de toutes les tendances valencianistes l'idée qu'un engagement moral envers le peuple peuple lui-même devenait indispensable. On interrogeait la cohésion interne et la capacité à agir en tant que collectivité, c’est-à-dire en tant que société intégrée et compacte, responsable de son propre destin, de son avenir, et capable de faire face à ses propres problèmes communs .
Fuster et ses idées ont souvent été décrits comme un « révulsif », pour la société valencienne,,, et pour le reste des territoires de langue catalane,.
L’homme politique et journaliste Francesc de Paula Burguera, vieil ami de Fuster, dit de l’œuvre de Fuster, qu’elle est « un coup pour les consciences ».
Il a été qualifié de « figure totémique » et de « père du nationalisme valencien ».
Selon Calzado et Torres, son œuvre « unit la pratique et la théorie ; à la fois la recherche et la divulgation, la pensée avec la création littéraire et il ouvrit la voie à une imbrication entre le passé et le présent. Sans doute, Fuster fut la figure qui, surgie à l’intérieur durant le franquisme, apporta le plus à l’identité nationale valencienne, tout en signifiant un référent intellectuel de première main ».
Dans l’introduction à Nosaltres, els valencians, il écrit,,, :

« Je ne suis ni sociologue, ni historien, et c’est pourquoi ce livre ne sera pas celui qu’il aurait dû être. Mais, y a-t-il maintenant, aujourd’hui, un sociologue ou un historien valenciens qui puissent se charger du travail ? Sincèrement : je ne les vois nulle part. Je parle sans pétulance, avec une pointe de mélancolie même. Notre monde intellectuel est petit, et tout le monde connaît tout le monde : il n’y a pas plus de cire que celle qui brûle. Nous avons de doctes érudits, bien sûr, et peut-être des personnes initiées à l'étude des mécanismes sociaux. Ni aux uns, ni aux autres je ne refuse la considération scientifique que, sans doute, ils ont durement gagnée. Néanmoins, il est bien symptomatique que, jusqu’à présent, aucun d'entre eux n’ait encore manifesté de préoccupation sérieuse dans le sens que je postule. […]
J’écris ce livre parce que personne ne l'a encore écrit, et parce que personne ne semble prêt à l’écrire. »

Ferran Archilés écrit en 2002 que les études sur l’œuvre fustérienne publiées depuis la mort de Fuster, dix ans auparavant, dépasent largement toutes celles publiées de son vivant. La même année, Pau Viciano écrit « L’ombre de Fuster — a-t-on dit — est allongée. Bien que la majorité de la production d’essais et journalistique sur le pays [valencien] depuis plus de 15 ans, se soit consacrée à questionner — et dans certains cas extrêmes à sataniser — d’une manière ou d’une autre les idées fustériennes, il semble encore que cela ne suffise pas ».
Selon Pau Viciano, « Toute réflexion sur le Pays valencien, qu’elle soit académique ou politique, historique ou sociologique, si elle prétend atteindre une certaine épaisseur interprétative, doit commencer par prendre position par rapport à ce que dit ou ce que ne dit pas Fuster ».
Selon Max Cahner, on doit à Fuster l’existence officielle d’une division comarcale dans la Communauté valencienne

### Critiques
Selon Abelard Saragossà, professeur de philologie catalane à l’université de Valence, le modèle de langue savante défendu par Fuster est « peu rationnel ». Il rejoint les conclusions d’une étude du linguiste barcelonais Sebastià Bonet Espriu (ca) selon lesquelles le modèle linguistique de Fuster s’adresse exclusivement aux milieux littéraires et affirme qu’il n’est pas applicable à la langue orale standard. Il l’impute à l’influence du noucentisme, qui a selon lui « mythifié » la langue parlée entre Gérone et Barcelone.

## Postérité

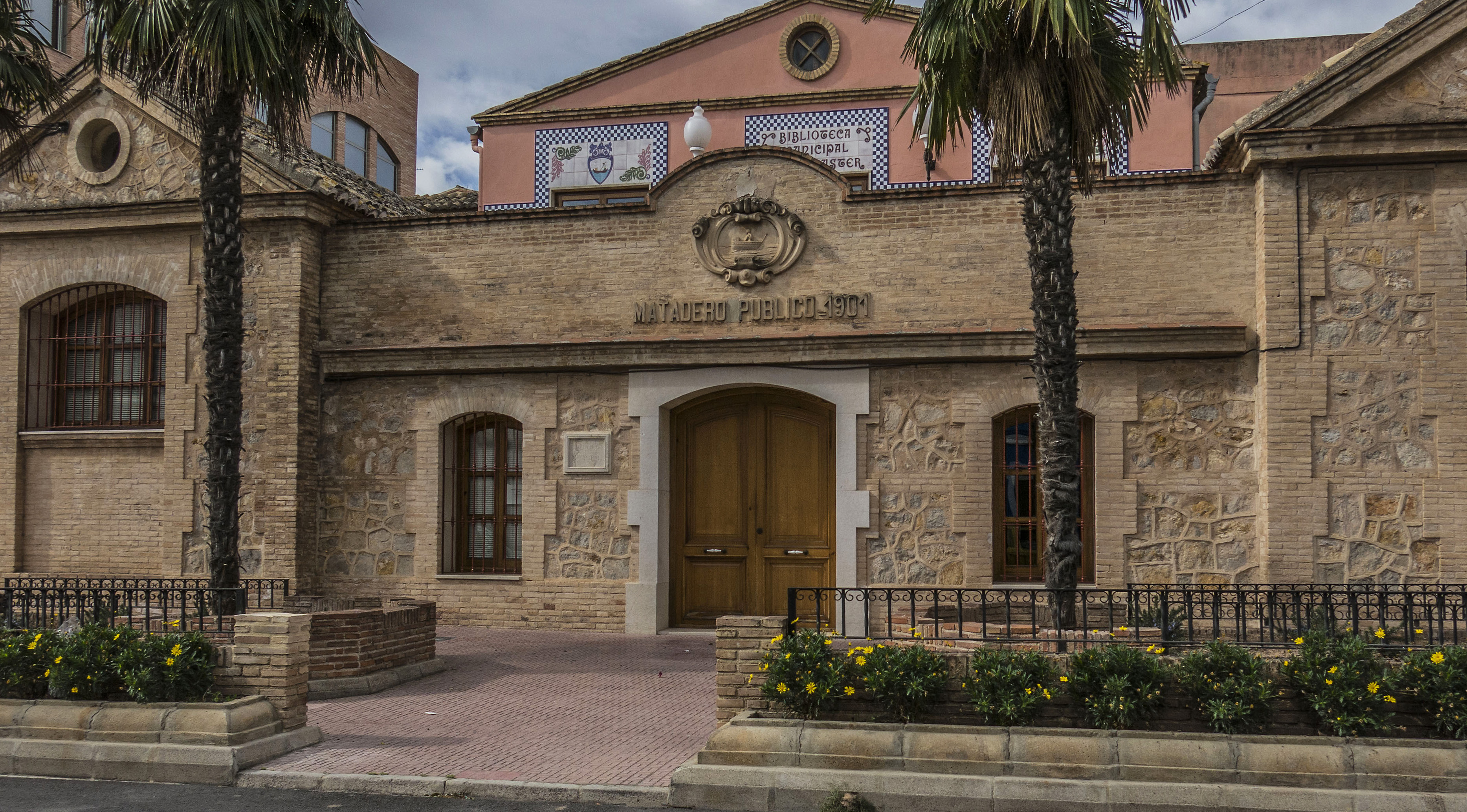
Bibliothèque municipale Joan Fuster à Albalat de la Ribera, près de Sueca.

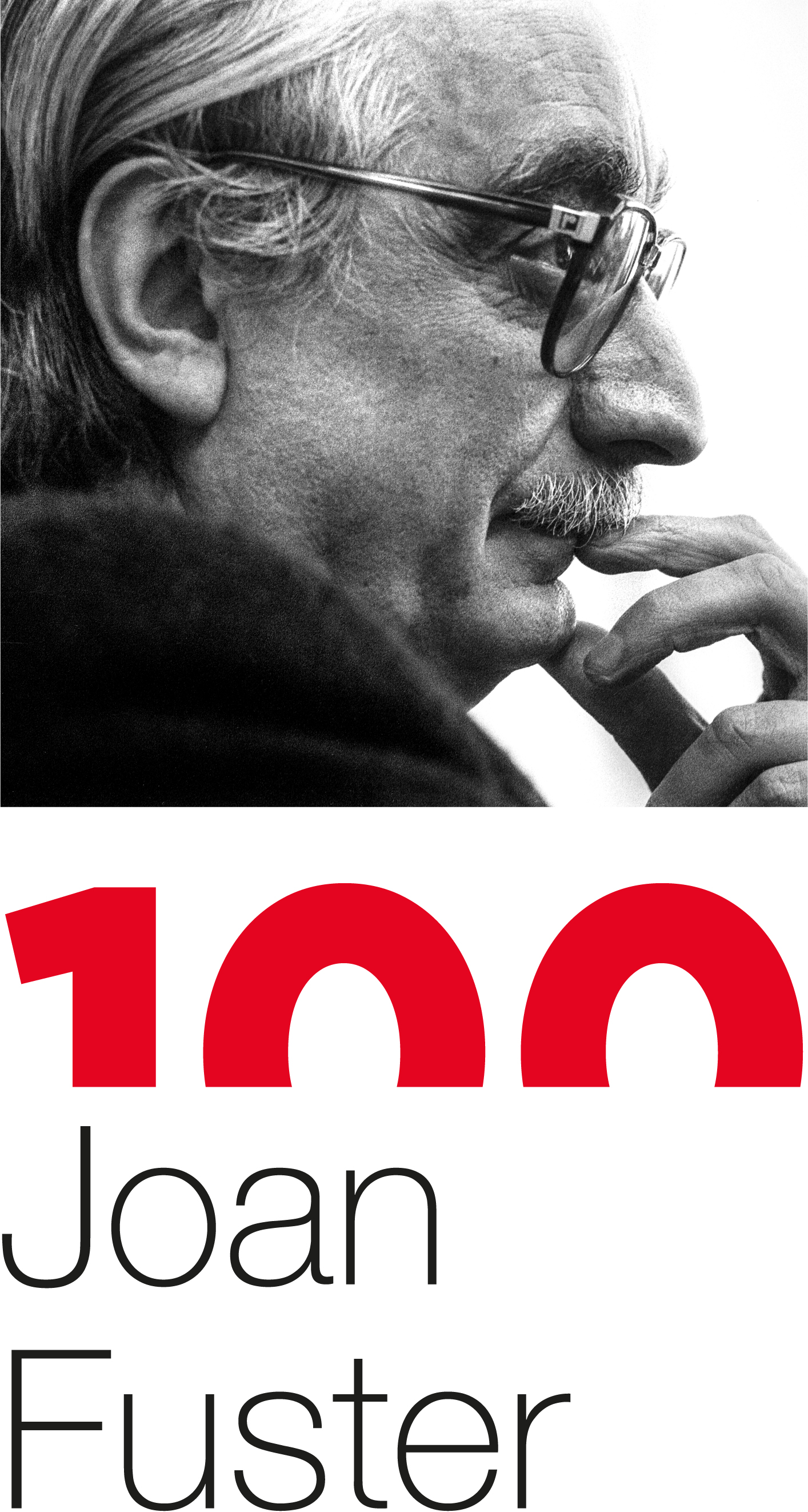
Logo de la généralité de Catalogne pour l’année Joan Fuster, à l’occasion du centenaire de sa naissance.

Josep Pla déclara à propos de Fuster: « Il représente une nouvelle mentalité. Il n’est pas un Valencien strict, ni un Catalan de Valence ni un Valencien catalanisé. Fuster est un élément normal de la totalité de notre aire linguistique ».

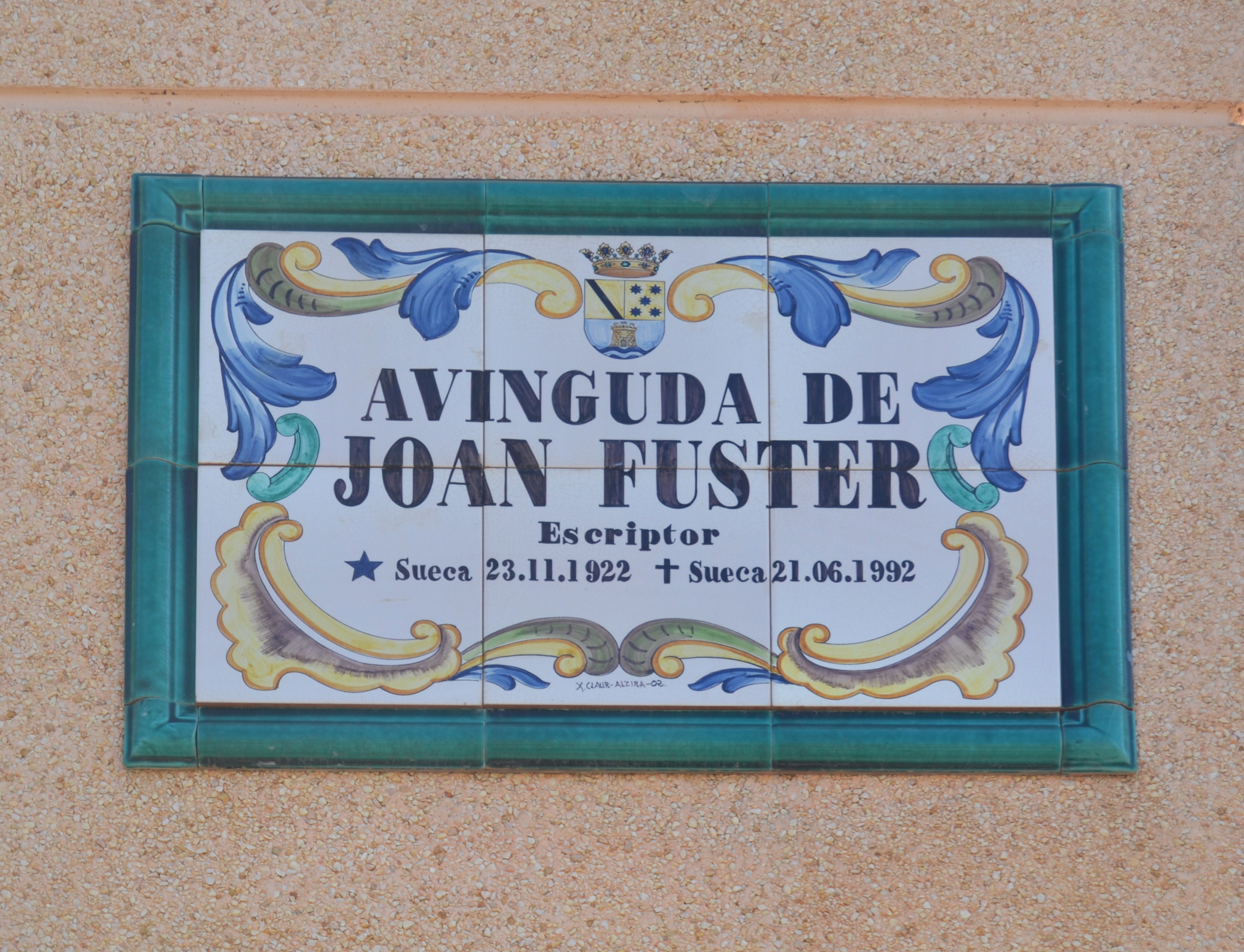
Avenue Joan Fuster à Dénia (province d'Alicante).

À sa mort, le Conseil de la Généralité valencienne, présidé par le socialiste Joan Lerma, déclara trois jours de deuil officiel.
L’année même de sa mort, la Généralité valencienne lui concéda la Distinció de la Generalitat Valenciana al Mèrit Cultural à titre posthume. L’Université Jaume I de Castelló de la Plana organisa des actes en son hommage et l'ACPV lui rend hommage à travers un prix littéraire.
L’Académie valencienne de la langue déclara Joan Fuster écrivain de l'année 2022, à l’occasion du centenaire de sa naissance, donnant lieu à diverses célébrations,,,,, dans la Communauté valencienne, en Catalogne et dans les îles Baléares. En conclusion de l’évènement, Joan Fuster devint le premier écrivain en valencien à rentrer dans la Caja de Letras (es) de l'Institut Cervantes en janvier 2023.

## Publications
Essais sélectionnés.
- (es) Antología del surrealismo español, Alicante, Verbo, 1952
- (ca) La poesia catalana fins a la Renaixença, Mexico, Edicions Catalanes de Mèxic, 1954
- (ca) Pàgines escollides de sant Vicent Ferrer, Barcelone, Barcino, 1955
- (ca) El descrèdit de la realitat, Palma de Majorque, Moll, 1955
- (ca) Antologia de la poesia valenciana, Barcelone, Selecta, 1956
- (ca) La poesia catalana, Palma de Majorque, Moll, 1956. 2 vol
- (ca) Ausiàs March. Antologia poètica, Barcelone, Selecta, 1959
- (ca) Nosaltres, els valencians, Barcelone, Edicions 62, 1962 — Prix Lletra d'Or 1963
- (es) El País Valenciano, Barcelone, Editorial Destino, coll. « Guías de España », septembre 1962, 527 p.
- (ca) Poetes, moriscos i capellans, Valence, L'Estel, 1962
- (ca) Qüestió de noms, Barcelone, Aportació Catalana, 1962
- (ca) Raimon, Barcelone, Alcides, 1964
- (ca) Diccionari per a ociosos, Barcelone, A. C., 1964 (trad. française par Jean-Marie Barbera : Dictionnaire à l'usage des oisifs, Anacharsis, 2010)
- (ca) Alicante y la Costa Blanca, Barcelone, Planeta, 1965
- (ca) Combustible per a falles, Valence, Garbí, 1967
- (ca) L'home, mesura de totes les coses, Barcelone, Edicions 62, 1967
- (ca) Consells, proverbis i insolències, Barcelone, A. C., 1968
- (ca) Heretgies, revoltes i sermons, Barcelone, Selecta, 1968
- (ca) Hi ha més catalans encara, fascicule de Dolça Catalunya, Barcelone, Mateu, 1969
- (ca) L'Albufera de València, Barcelone, Les Edicions de la Rosa Vera, 1970
- (ca) Literatura catalana contemporània, Barcelone, Curial, 1972
- (es) Rebeldes y heterodoxos, Esplugues de Llobregat, Ariel, 1972 (trad. de Josep Palacios)
- (es) Contra Unamuno y los demás, Barcelone, Península, 1975
- (ca) La Decadència al País Valencià, Barcelone, Curial, 1976
- (ca) Un país sense política, Barcelone, La Magrana, 1976
- (ca) El blau en la senyera, Valence, Tres i Quatre, 1977
- (ca) Contra el noucentisme, Barcelone, Crítica, 1977
- (ca) Destinat (sobretot) a valencians, Valence, Tres i Quatre, 1979
- (ca) Ara o mai, Valence, Tres i Quatre, 1981
- (ca) Indagacions i propostes, Barcelone, Edicions 62 et la Caixa, 1981 (prologue de Carme Arnau)
- (ca) País Valencià, per què?, Valence, Tres i Quatre, 1982
- (ca) Cultura nacional i cultures regionals dins els Països Catalans, Barcelone, Departament de Cultura de la Generalitat de Catalunya, 1983
- (ca) Pamflets polítics, Barcelone, Empúries, 1985
- (ca) Textos d'exili, Valence, Generalitat Valenciana, 1991 (prologues d'Alfons Cucó et Santiago Cortès)

### Vidéographie
- (ca) Del roig al blau. la transició valenciana, de Llorenç  Soler, de Miquel  Francés, Universitat de València, 2004, DVC-PRO [présentation en ligne]
- (ca) [vidéo] « Ser Joan Fuster (Université de Valence, chaire Joan Fuster, 2008) », sur YouTube